# アイスフォール

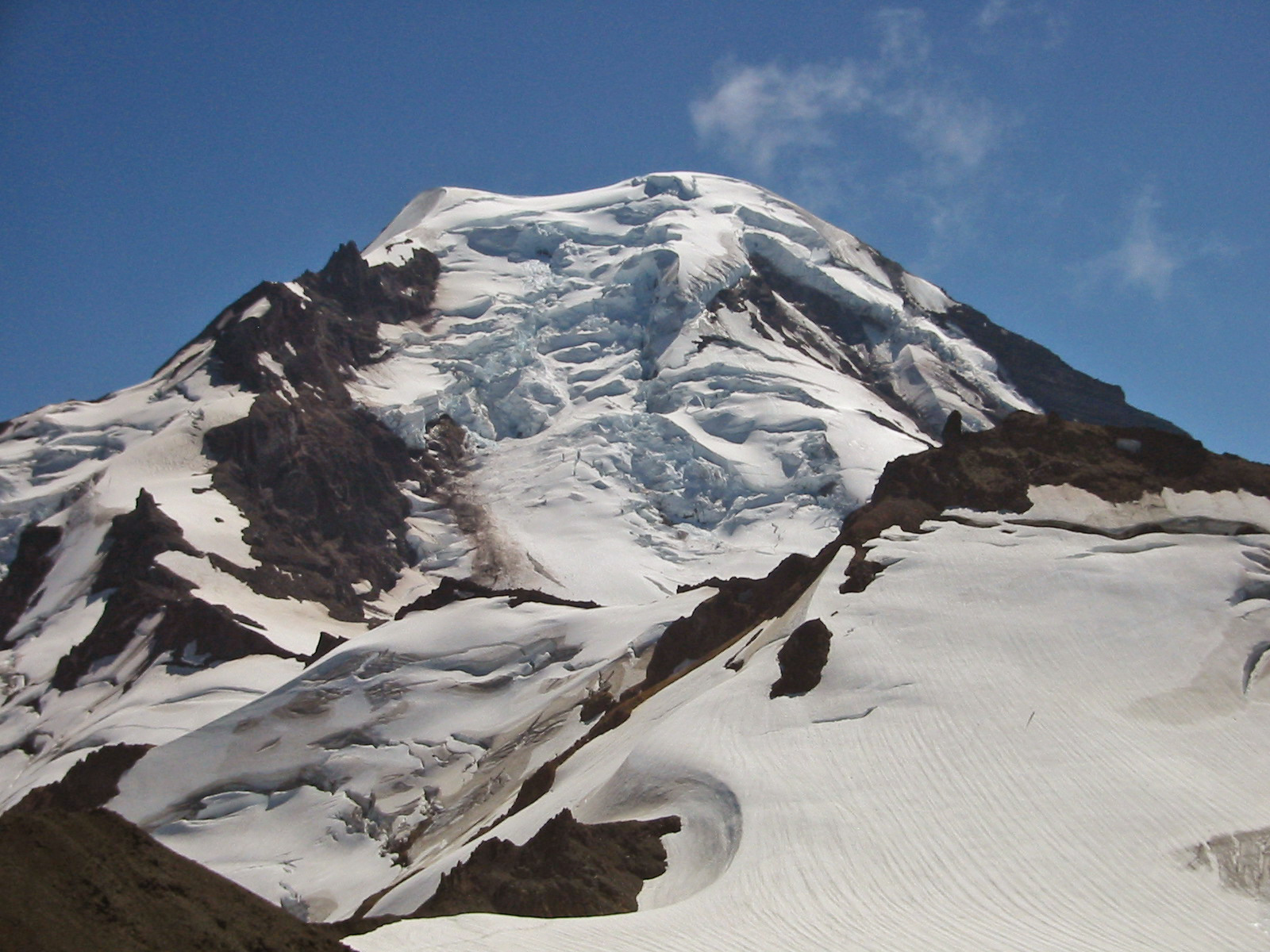
ルーズベルト氷河のアイスフォール(中央), ベーカー山, ワシントン, U.S.

アイスフォール（英語: Icefall）は、一部の氷河に存在する、速い流れと崩れたクレバスで特徴付けられる場所のことである。氷河底が急勾配になっているか、狭くなっている場所に生じる。アイスフォールという言葉はウォーターフォール(滝)のもじりから生まれた。氷瀑とも呼ばれる。
ほとんどの氷河は年間数百メートルかそれ以下の速さで流れる。しかし、アイスフォールの氷の流れは年間数キロメートルと測定されることもある。そのような速い流れでは、氷は塑性変形だけで流れることはできない。代わりに、氷はクレバスを形成しながら砕け、交差する氷の裂け目によって氷柱やセラックが形作られる。それらの過程は多くの場合感知できないが、セラックは気温が上昇せずとも突然倒れたり崩壊することがある。その挙動はアイスフォールを登る登山家にとって大きなリスクとなる。
アイスフォールの下流では、氷河底は平らになるか広くなり、氷の流れは遅い。クレバスは閉じ、氷河面は滑らかになり、横切ることが容易になる。

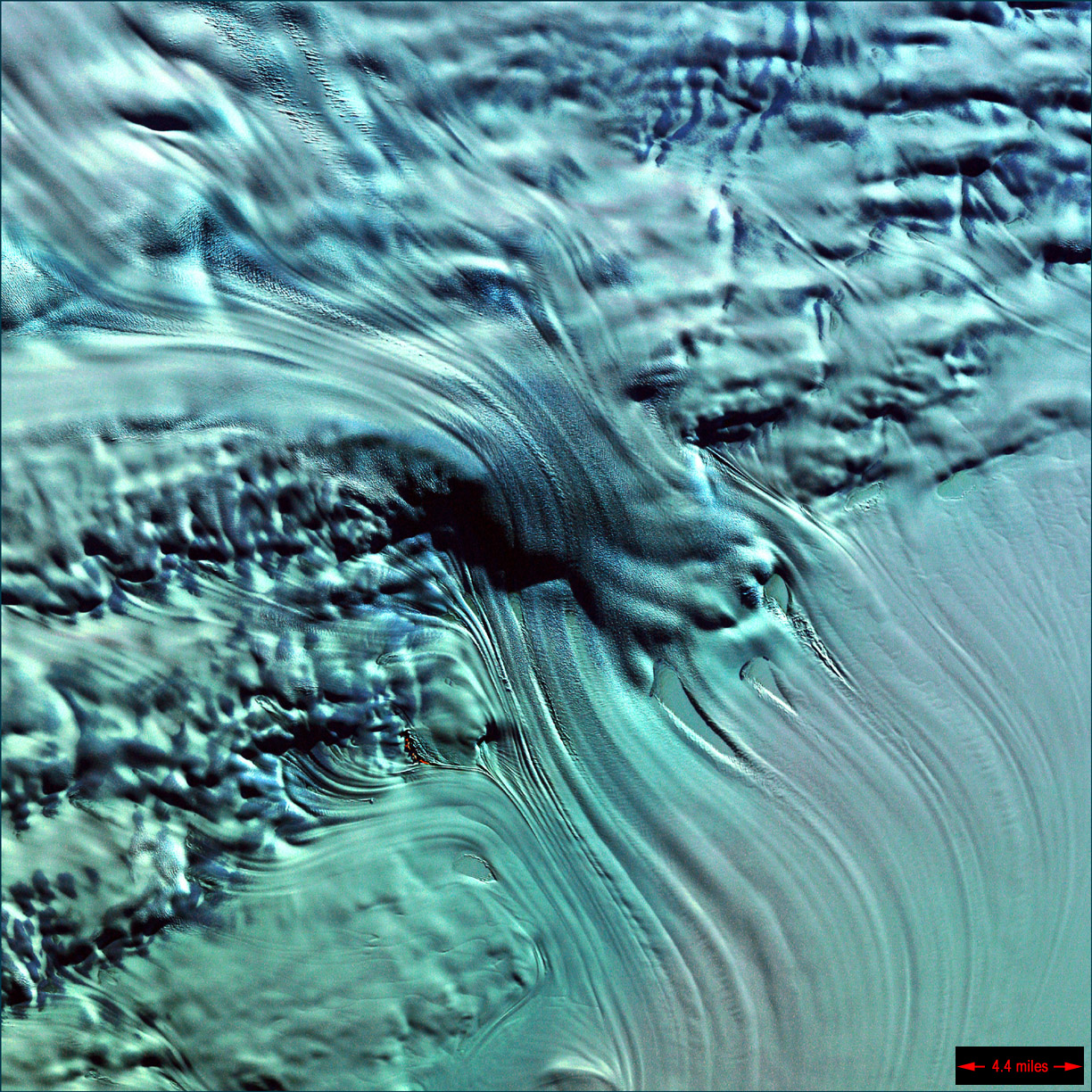
ランバート氷河に流れ込むアイスフォール、南極.

アイスフォールには様々な高さものがある。アメリカ、カスケード山脈のベーカー山北面にあるルーズベルト氷河アイスフォール(右の写真)は約730mの高さがある。このアイスフォールの左側にある、氷河を覆う堆積物の上にある氷の崖は、20から40メートルある。山岳氷河の特徴として、このアイスフォールは、氷が高原や窪地の蓄積域から、低地の谷の消耗域に流れるときに生じる。より大きいアイスフォールは大陸氷床の溢流氷河に見られることがある。南極のランバート氷河に流れ込むアイスフォール(左の写真)は7kmの幅で14kmの長さを持つが、標高差は400mだけで、ルーズベルト氷河アイスフォールの半分強しかない。
アイスフォールは登山の対象となることもある。ある場合には、アイスフォールは唯一の登攀可能なルートとなることもあるし、最も容易なルートとなることもある。1つの例はエベレストの標高約5500m地点にあるクーンブ・アイスフォールで、これはエベレストのネパール側ノーマルルートの一部となっている。

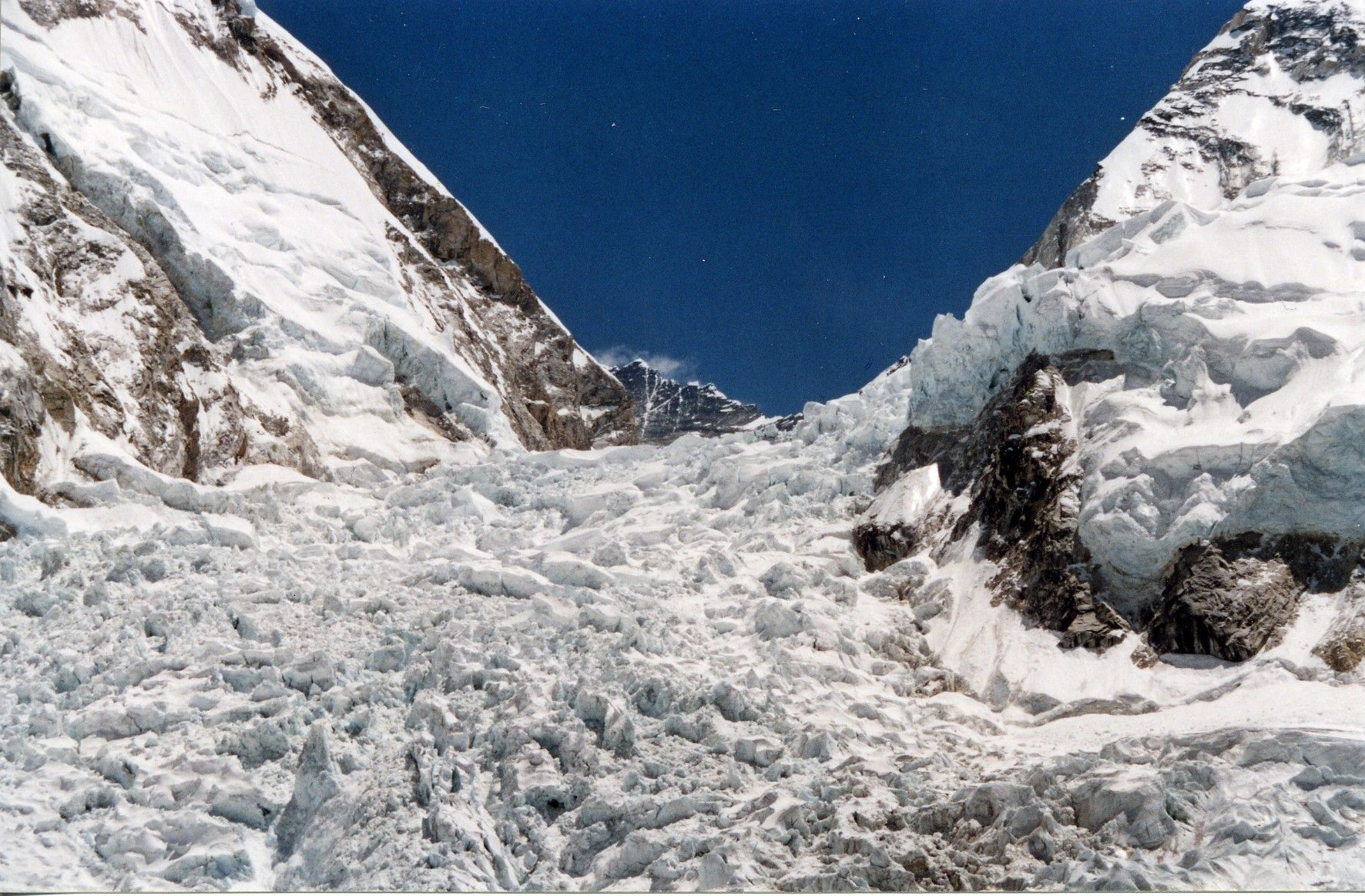
エベレストのクーンブ・アイスフォール

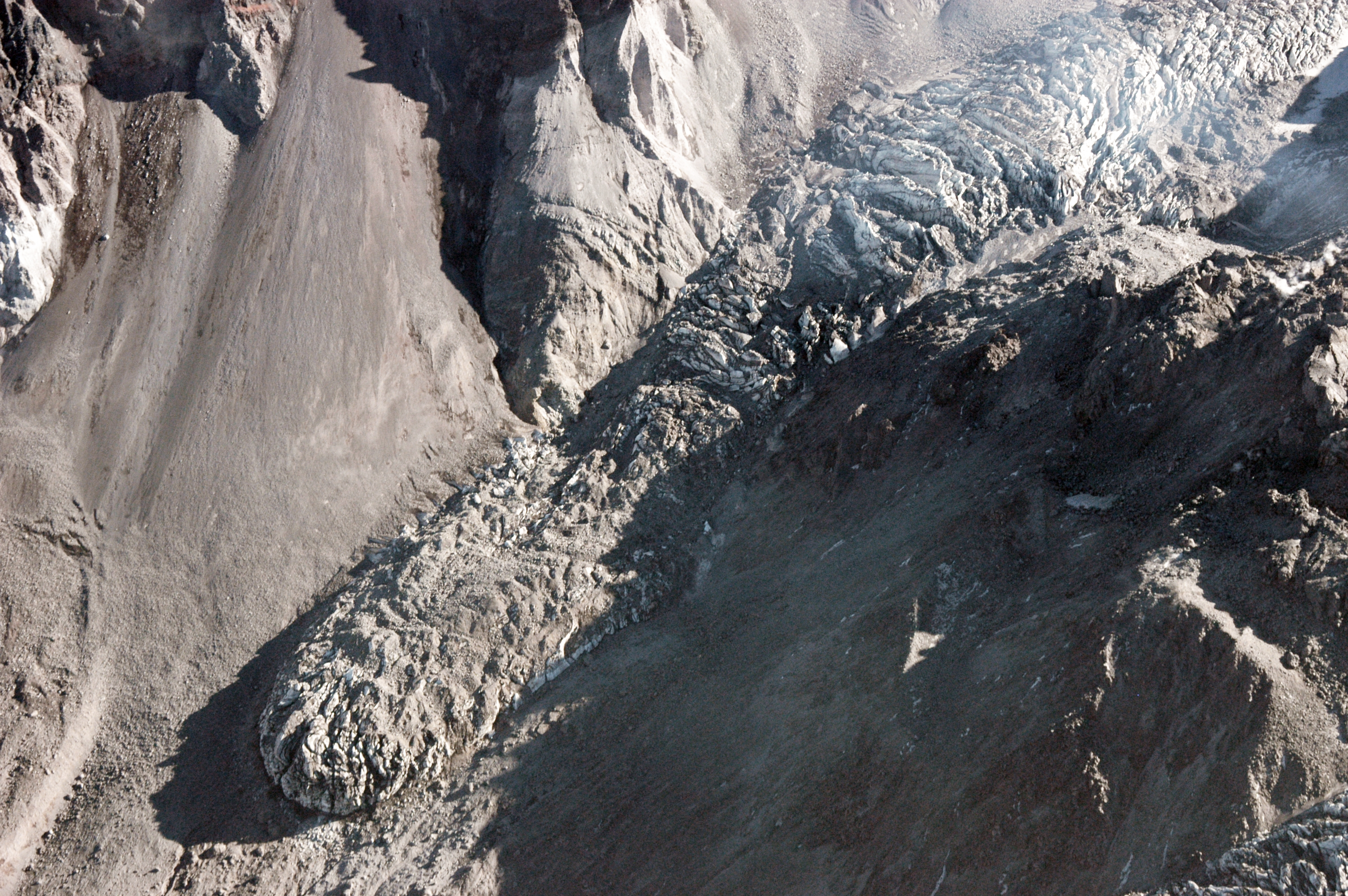
セント・ヘレンズ山のクレーター氷河のアイスフォール